# 1000-km-Rennen auf dem Nürburgring 1968

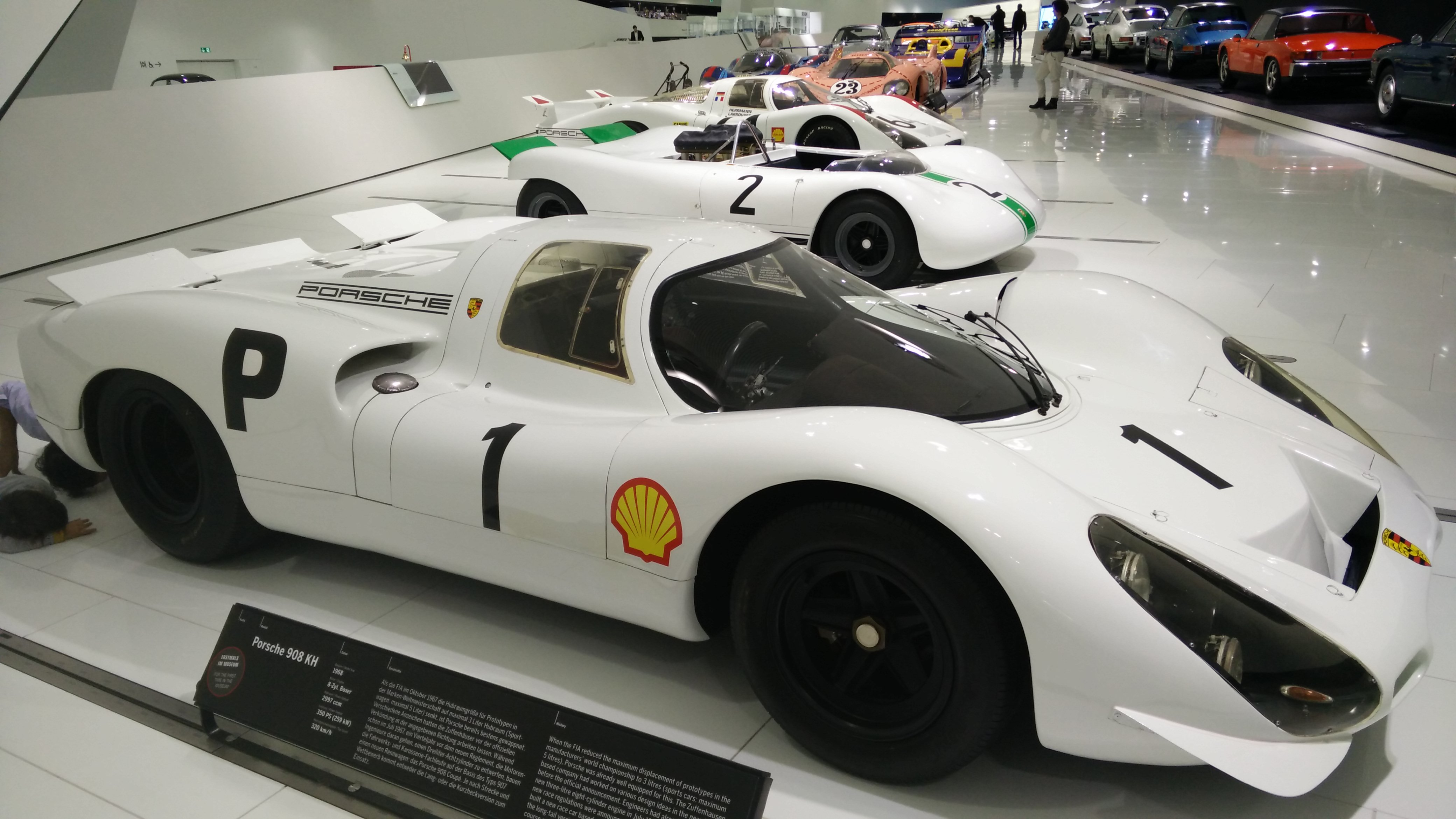
Der Porsche 908 mit der Startnummer 1. Der Einsatzwagen von Gerhard Mitter und Ludovico Scarfiotti fiel im Rennen aus

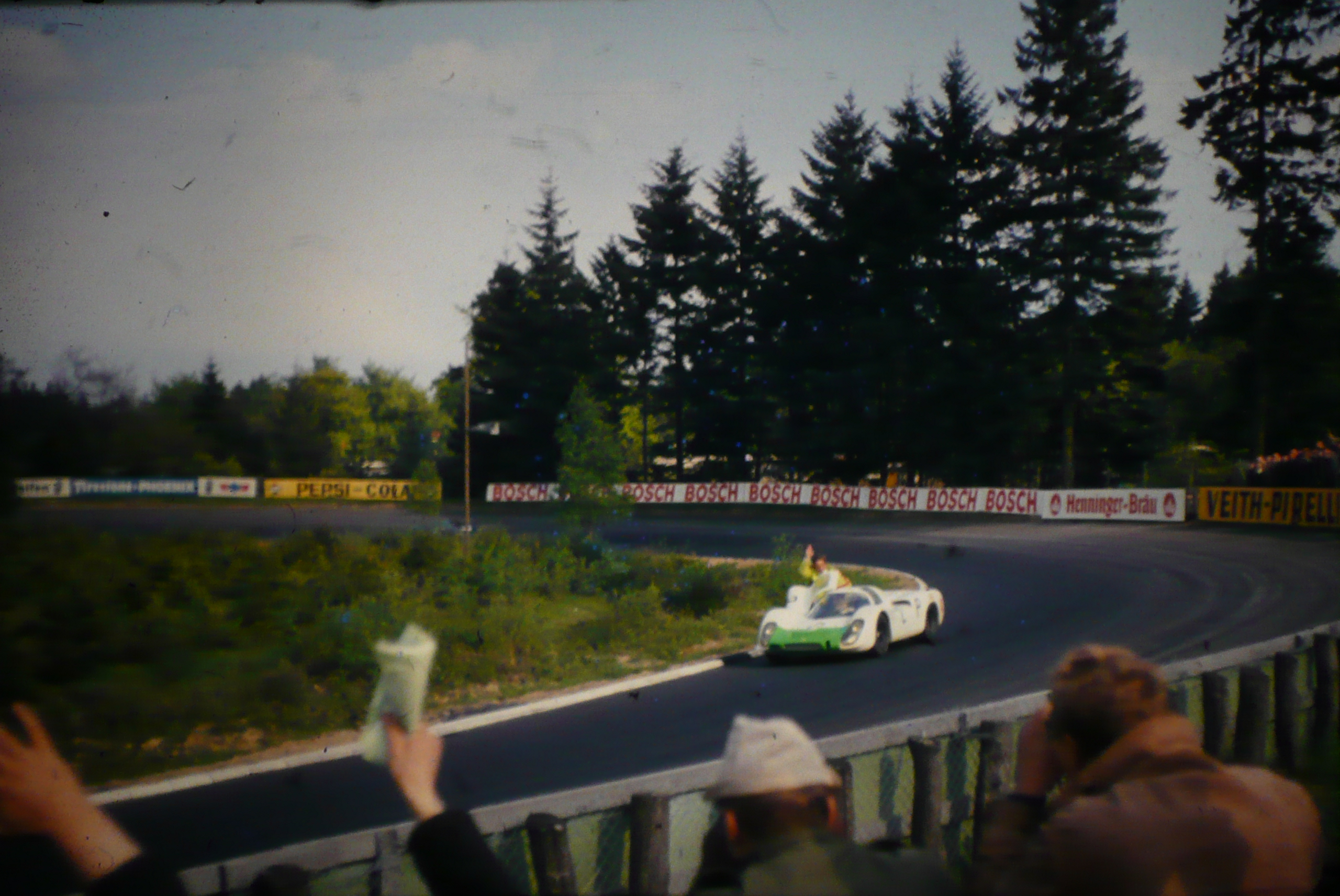
Siegerrunde von Jo Siffert im Porsche 908 Coupé

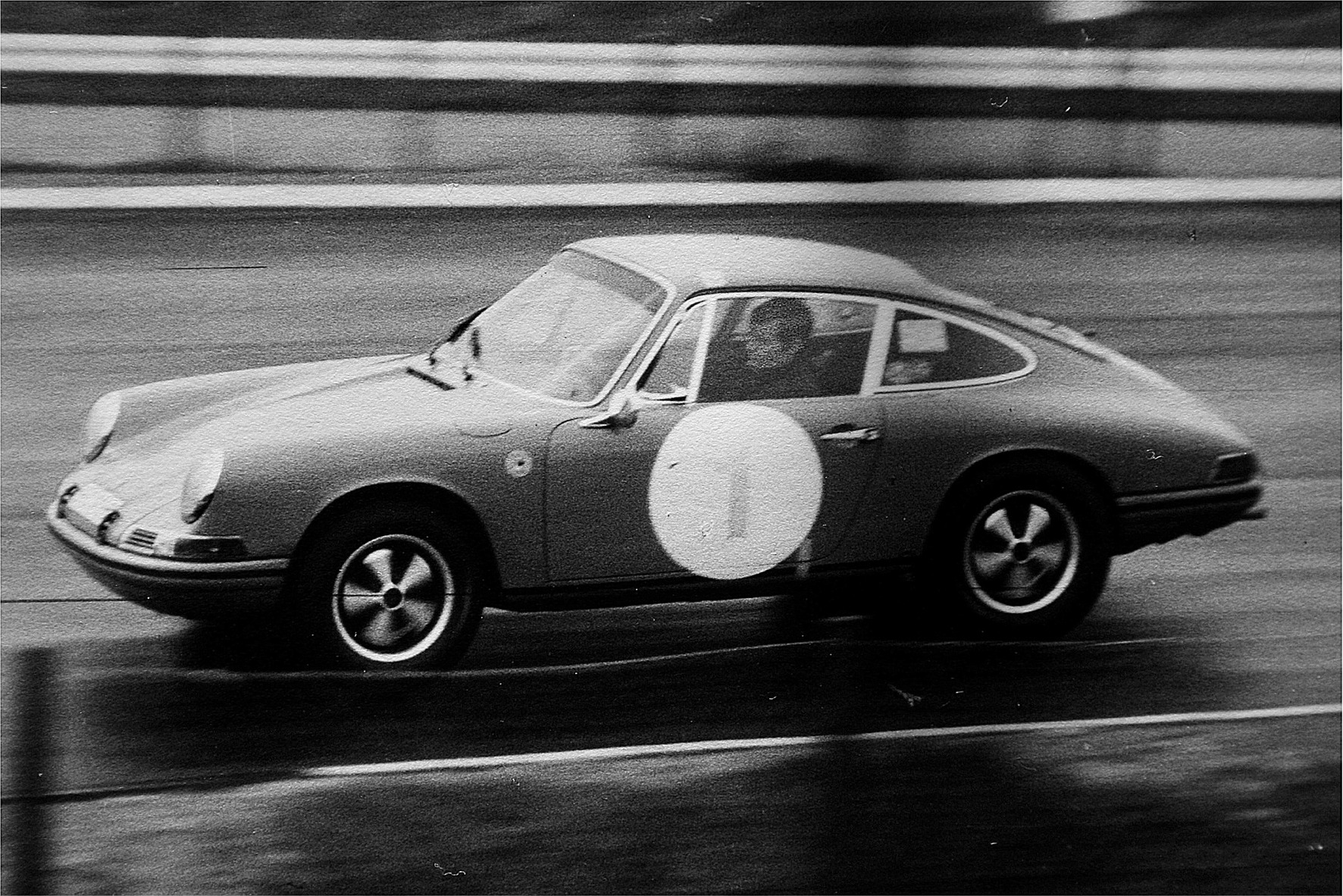
Der französische Skirennläufer Jean-Claude Killy (im Wagen ohne Helm) im Porsche 911 bei einer Testfahrt vor dem Rennwochenende

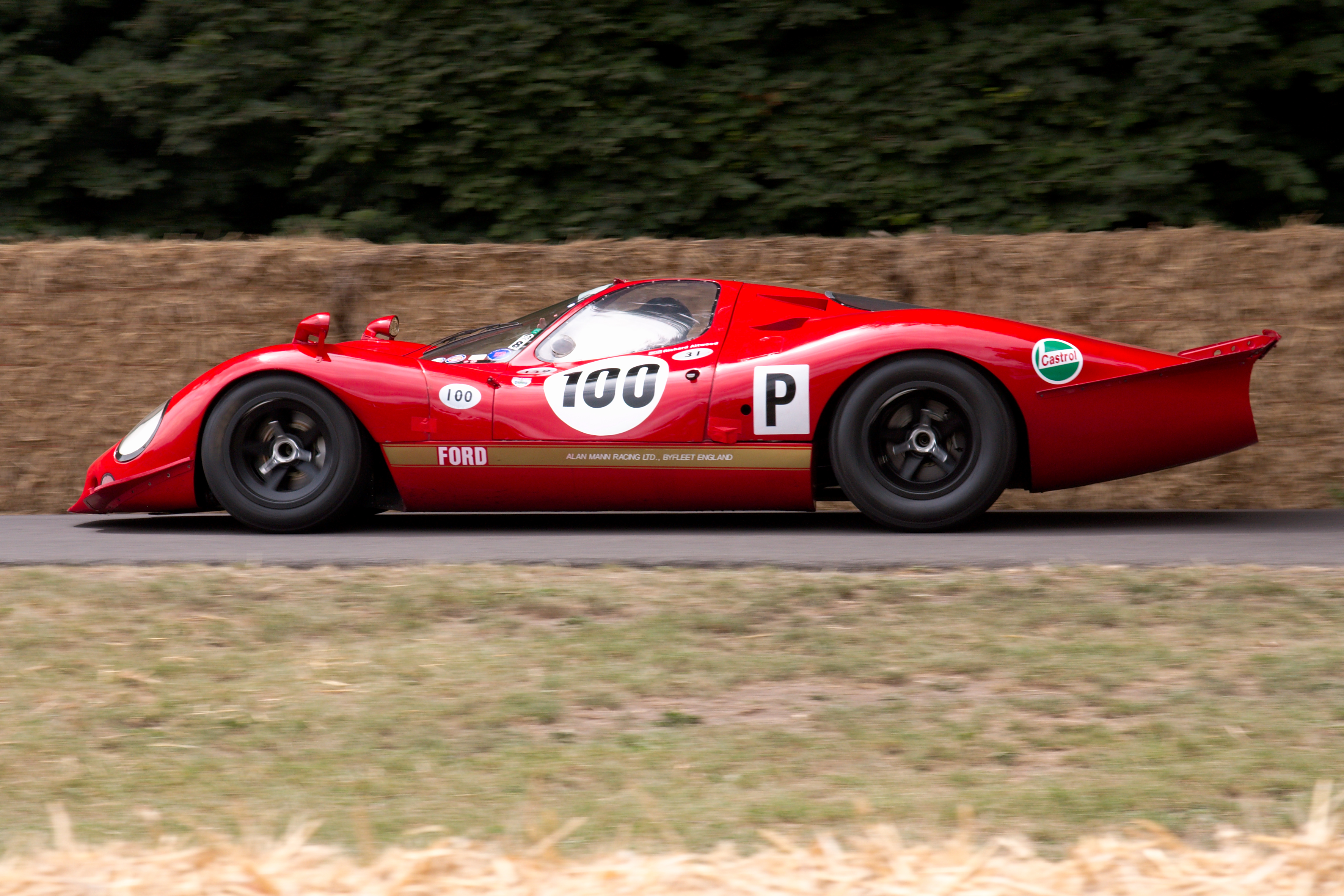
Mit einem Ford F3L P68 verunglückte Chris Irwin im Training schwer

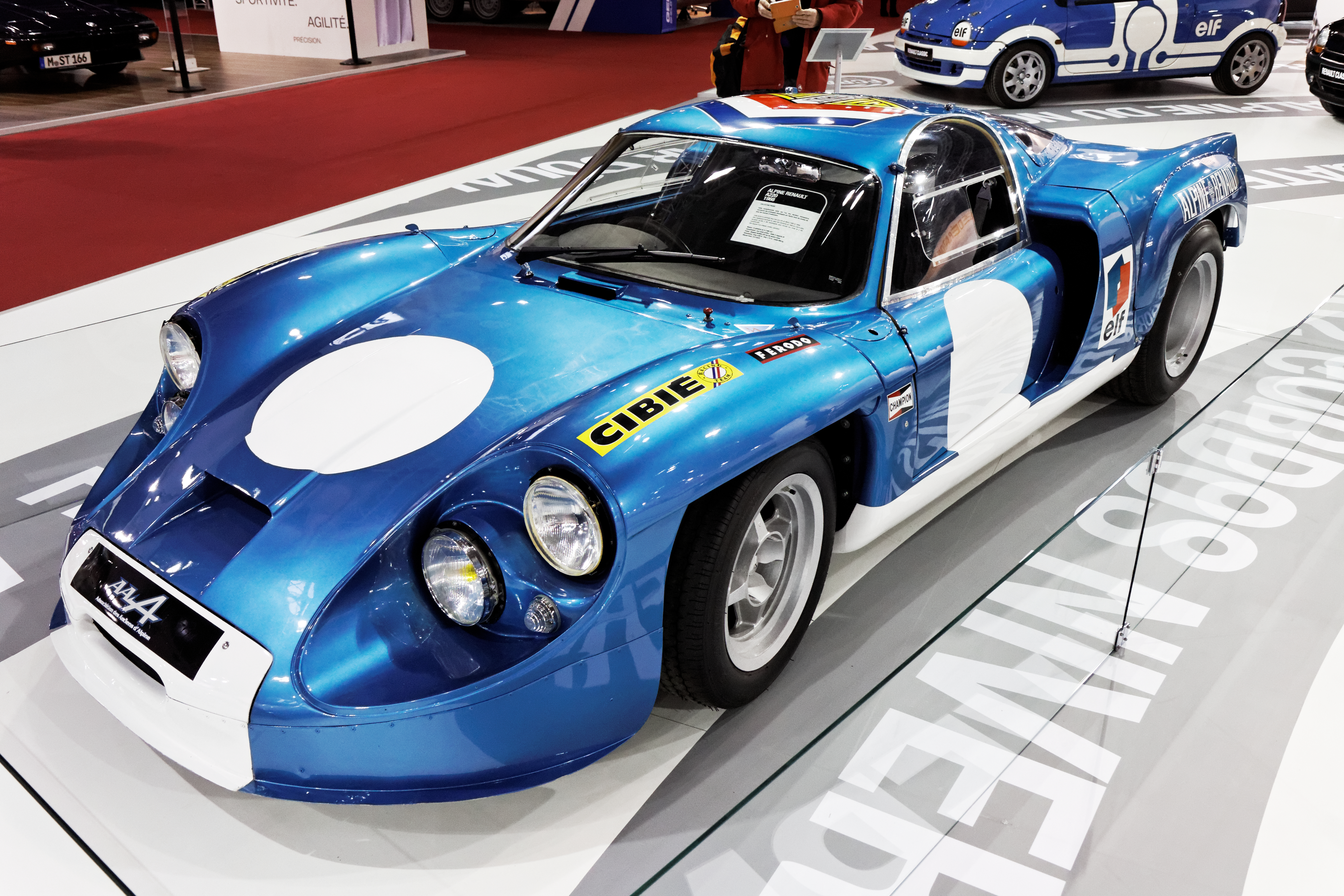
Alpine A220; das Fahrgestell 1730 wurde beim Unfall von Henri Grandsire im Training komplett zerstört

Das 14. 1000-km-Rennen auf dem Nürburgring, auch ADAC-1000-km-Rennen auf dem Nürburgring, fand am 19. Mai 1968 auf der Nordschleife des Nürburgrings statt und war der sechste Wertungslauf der Sportwagen-Weltmeisterschaft dieses Jahres.

## Vor dem Rennen
1966 wurde durch den Gesamtsieg von Joakim Bonnier und Phil Hill im Chaparral 2D die seit dem Beginn der 1960er-Jahre andauernde Dominanz von Maserati und Ferrari beim 1000-km-Rennen gebrochen. Nach den Erfolgen der Camoradi-Maserati Tipo 61 1960 und 1961 gewannen von 1962 bis 1965 Rennsportwagen der Scuderia Ferrari in der Gesamtwertung. 1967 gab es den ersten Gesamterfolg von Porsche, einen Dreifachsieg, herausgefahren von den Teams Udo Schütz/Joe Buzzetta, Paul Hawkins/Gerhard Koch und Jochen Neerpasch/Vic Elford, die allesamt Porsche 910 fuhren.
1968 kam Porsche mit fünf Werkswagen an die Nordschleife, zwei 908, zwei 907 und einem 911. Da die Hubraumobergrenze für Prototypen laut technischem Reglement 1968 bei 3 Liter lag, konstruierten die Porsche-Ingenieure einen neuen Motor für den 908. Das 178 kg schwere V8-Aggregat leistete im Renneinsatz 350 PS und hatte vier obenliegende Nockenwellen, die über Ketten angetrieben wurden. Zylinder und Zylinderkopf waren aus Aluminium, das Kurbelgehäuse und verschiedene Abdeckungsteile wurden aus Magnesium gefertigt. Das ursprüngliche Fahrgestell des 907 wurde weiterentwickelt und die Karosserie 1968 fast unverändert übernommen. Vor dem Rennen auf dem Nürburgring wurden die 13-Zoll-Rädern durch 15 Zoll große ersetzt, um größere Scheibenbremsen einbauen zu können. Gefahren wurden die Wagen von Jo Siffert/Vic Elford und Gerhard Mitter/Ludovico Scarfiotti. Mit den beiden 907 mit 2,2-Liter-Sechszylinder-Boxermotor gingen Hans Herrmann/Rolf Stommelen und Jochen Neerpasch/Joe Buzzetta ins Rennen. Das Cockpit des Porsche 911 teilten sich der französische Skirennläufer Jean-Claude Killy und der Profi-Rennfahrer Jean Guichet.
John Wyer vertraute auf den bewährten Ford GT40. Zwei 5-Liter-Sportwagen wurden für die Mannschaften Jacky Ickx/Paul Hawkins (der im Jahr davor noch für Porsche am Start war) und David Hobbs/Brian Redman vorbereitet. Zwei weitere Ford waren die F3L P68 von Alan Mann Racing. Der sehr flache Prototyp hatte beim 6-Stunden-Rennen von Brands Hatch sein Renndebüt gegeben und mit schnellen Rundenzeiten beeindruckt. Für das Rennen am Ring meldete Alan Mann zwei P68 für die Fahrer Frank Gardner, Richard Attwood, Chris Irwin und Pedro Rodríguez.
Bei der Targa Florio waren die Alfa Romeo T33/2 der Alfa-Romeo-Rennmannschaft Autodelta ebenbürtige Gegner von Porsche gewesen. Vier Wagen, wovon zwei mit einem 2,5-Liter-Achtzylinder-Motor ausgestattet waren, wurden mit Renntransportern nach Deutschland gebracht und von Alfa Romeo Deutschland gemeldet.
Eine kuriose Anreise hatten die beiden Briten Raymond Nash und Roger Stallwood mit ihrem Eigenbau-Rennwagen, dem Tavenor. Nach der Abfahrt aus England stoppte der belgische Zoll an der französisch-belgischen Grenze den Transport. Weil der Rennwagen auf einem Anhänger verladen war, wollten die Grenzbeamten Importzoll für ihn erheben. Da Nash und Stockwell nicht bereit waren, ihn zu entrichten und der Tavenor eine gültige Straßenzulassung hatte, wurde der Wagen abgeladen, und Stockwell fuhr damit bis zum Nürburgring auf öffentlichen Straßen.
Erstmals setzte der ADAC im 1000-km-Rennen 1968 einen sogenannten Marschallwagen ein, gefahren von Herbert Linge. Der von Porsche zur Verfügung gestellte Porsche 911 R fuhr fast im Renntempo mit, um die Arbeit der Streckenposten zu überwachen, gegebenenfalls unfaires Verhalten von Fahrern der Rennleitung zu melden und den Zustand der Strecke zu prüfen. Um nötigenfalls Hilfe leisten zu können, waren eine Brechstange, ein Spaten mit Sägeverzahnung, lange Asbesthandschuhe, ein großer Feuerlöscher und Verbandsmaterial in dem Wagen.

## Das Rennen

### Schwere Unfälle im Training
Die Trainingseinheiten für das Rennen am Sonntag waren von teilweise schweren Unfällen überschattet. Derek Bell, der sein Debüt am Nürburgring geben sollte, war gemeinsam mit Geoff Breakell auf einem Chevron B8 gemeldet. Breakell war auf der ersten Trainingsrunde mit dem Chevron, als der Wagen beim Streckenabschnitt Breidscheid ohne Strom ausrollte. Über eine Brücke über den Breidscheider Bach, ist dort die Nordschleife durch eine Zufahrt zu erreichen. Ein Zuschauer bot Breakell an, den Chevron mit seinem Mercedes-Benz bis zu den Boxen zu schleppen. Ein abrupter Bremsvorgang des Mercedes-Fahrer überraschte Breakell, der daraufhin ungebremst mit dem Chevron in das Heck des Mercedes prallte. Dabei wurden der B8 so schwer beschädigt, dass Bell und Breakell nicht am Rennen teilnehmen konnten.
Einen schweren Unfall hatte Henri Grandsire in einem neuen Alpine A220. Auf der Döttinger Höhe wurde der Alpine bei knapp 250 km/h Geschwindigkeit auf einer Bodenwelle von einer Windböe erfasst. Der Wagen hob ab, drehte sich in der Luft um die eigene Achse und landete mit dem Vorderwagen wieder auf Straße. Nach einem weiteren Überschlag blieb der Wagen auf dem Dach liegen. Bis auf die Fahrerkabine wurde der Alpine vollkommen zerstört. Grandsire konnte mit leichten Hand- und Fußverletzungen dem Wrack entsteigen.
Schlimm erwischte es Chris Irwin im Ford F3L P68 mit der Nummer 8. Am Sprunghügel beim Abschnitt Flugplatz hob auch der Ford bei hohem Tempo ab und landete mit dem Heck zuerst schräg wieder auf der Bahn. Irwin verlor völlig die Kontrolle über den Wagen, der sich in weiterer Folge mehrmals überschlug. Er erlitt bei dem Unfall schwere Kopfverletzungen, die seine Karriere beendeten.

### Der Rennverlauf
Zum letzten Mal begann 1968 das Rennen mit dem Le-Mans-Start. In den folgenden Jahren wurde aus Sicherheitsgründen auf diese Startvariante verzichtet. Die schnellste Trainingszeit erzielte Rolf Stommelen im Porsche 907 2.2 mit der Startnummer 3, der die Strecke in einer Zeit von 8:32,800 Minuten umrundete, was einer Durchschnittsgeschwindigkeit von 160,308 km/h entsprach. Den Startturn übernahm Hans Herrmann, der nur langsam von der besten Startposition wegfuhr. Noch schlechter startete Jacky Ickx, der Probleme mit dem Anlasser hatte. Gerhard Mitter im Porsche 908 mit der Startnummer 1 führte das Feld in die erste Runde. Nach nur einer Runde musste Frank Gardner im zweiten Ford F3L P68 die Alan-Mann-Racing-Box ansteuern, um die Bremsbelege wechseln zu lassen. Laut seinen Angaben litt der Ford unter erheblichen Bremsproblemen, die ihn einige Runden später bei Breidscheid zur Aufgabe zwangen. In der zweiten Runde endete das Rennen für Robin Widdows, dessen fabrikneuer Lola T70 Mk.3 GT ohne Öldruck liegen blieb. Durchs Feld mühte sich David Hobbs; er hatte sich in der ersten Runde gedreht und war an die letzte Position zurückgefallen.
Die Porsche blieben von technischen Problemen weitgehend verschont, nur der Mitter/Scarfiotti-908 machte Schwierigkeiten. Der Wagen wurde beim Bremsen immer unruhiger. In der vierten Runde benötigte Mitter beim Bremsvorgang schon die ganze Straßenbreite, um den 908 auf der Bahn zu halten. Mitter kam nach der fünften Runde in Führung liegend an die Box. Die Porsche-Teamleitung befürchtete einen Chassisbruch und nahm den Wagen aus dem Rennen. Durch die Aufgabe von Mitter übernahm Jo Siffert im zweiten 908 die erste Position. Es war der einzige Führungswechsel im gesamten Rennverlauf. Nach einem Drittel der Renndistanz führten Siffert/Elford (Porsche 908) vor den Teamkollegen Herrmann/Stommelen (Porsche 907 2.2), dem Ford GT40 von Ickx/Hawkins und Porsche 907 2.2 von Neerpasch/Buzzetta. An der fünften Stelle lag der bestplatzierte Alfa Romeo, gefahren von Nanni Galli und Ignazio Giunti. In genau dieser Reihenfolge kamen diese fünf Teams ins Ziel, was bei einigen Zuschauern für Langeweile im letzten Renndrittel sorgte. Ein damaliger Rennbericht schilderte die Stimmung: „Die gleichmäßige, eher monotone Platzverteilung in der Spitzengruppe verhinderte am Schluss, dass jenes Fluidum aufkam, das über vielen 1000-km-Rennen lag – Ungewissheit über den Sieg, Positionskämpfe. Es kam weder echte Spannung auf, noch sprang das verwöhnte und gelassene Tribünenpublikum einmal von den Sitzen auf. Dies erreichte nur der weit hinten liegende Dino der Schweden Evert Christofferson/Hans Wängstre, als er an der Box stehend zu brennen begann. Innerhalb von Sekunden war jedoch diese Aufregung im Schaum erstickt.“

## Ergebnisse

### Schlussklassement
| 1                  | P 3.0  | 2   | Porsche                                    | Jo Siffert Vic Elford                         | Porsche 908          | 44 |
| 2                  | P 3.0  | 3   | Porsche                                    | Hans Herrmann Rolf Stommelen                  | Porsche 907 2.2      | 44 |
| 3                  | S 5.0  | 65  | J. W. Automotive Engineering Ltd.          | Jacky Ickx Paul Hawkins                       | Ford GT40            | 44 |
| 4                  | S 3.0  | 4   | Porsche                                    | Jochen Neerpasch Joe Buzzetta                 | Porsche 907 2.2      | 44 |
| 5                  | P 2.0  | 16  | Alfa Romeo Deutschland                     | Nanni Galli Ignazio Giunti                    | Alfa Romeo T33/2     | 43 |
| 6                  | S 5.0  | 66  | J. W. Automotive Engineering Ltd.          | David Hobbs Brian Redman                      | Ford GT40            | 43 |
| 7                  | P 3.0  | 5   | Alfa Romeo Deutschland                     | Udo Schütz Lucien Bianchi                     | Alfa Romeo T33/2 2.5 | 42 |
| 8                  | P 2.0  | 25  | Jürgen Neuhaus                             | Jürgen Neuhaus Helmut Kelleners               | Porsche 910          | 42 |
| 9                  | P 3.0  | 10  | Societé des Automobiles Alpine-Renault     | Gérard Larrousse Patrick Depailler            | Alpine A211          | 41 |
| 10                 | P 2.0  | 15  | Alfa Romeo Deutschland                     | Herbert Schultze Nino Vaccarella              | Alfa Romeo T33/2     | 41 |
| 11                 | S 2.0  | 87  | Caltex Racing Team                         | Erich Bitter Reinhold Joest                   | Porsche 906          | 40 |
| 12                 | S 2.0  | 80  | IGFA Köln                                  | Willi Kauhsen Karl von Wendt                  | Porsche 906          | 40 |
| 13                 | P 2.0  | 18  | Racing Team V.D.S                          | Gustave Gosselin Serge Trosch                 | Alfa Romeo T33/2     | 40 |
| 14                 | S 2.0  | 102 | Tech-Speed Racing                          | Alan Rollinson Moris Nunn                     | Chevron B8           | 39 |
| 15                 | S 2.0  | 93  | Vic Elford                                 | William Bradley Chris Lambert                 | Porsche 906          | 39 |
| 16                 | S 2.0  | 84  | Mefco Racing                               | Chris Ashmore John Morris                     | Porsche 906          | 39 |
| 17                 | S 5.0  | 75  | Strathaven Ltd.                            | Mike Salmon David Piper                       | Ford GT40            | 39 |
| 18                 | GT 2.0 | 110 | Vereinigung Süddeutscher Automobilsportler | Malte Huth Sepp Greger                        | Porsche 911TH        | 39 |
| 19                 | S 2.0  | 90  | Jeremy Delmar-Morgan                       | Jeremy Delmar-Morgan Mike Walton              | Porsche 906          | 39 |
| 20                 | P 2.0  | 22  | Gerhard Koch                               | Gerhard Koch Rudi Lins                        | Porsche 910          | 38 |
| 21                 | S 5.0  | 74  | Nicholas Granville-Smith                   | Nicholas Granville-Smith John Raeburn         | Ford GT40            | 38 |
| 22                 | S 5.0  | 71  | Peter Sadler                               | Peter Sadler Willie Green                     | Ford GT40            | 38 |
| 23                 | GT 2.0 | 107 | Caltex Racing Team                         | Ernst Kraus Dieter Basche                     | Porsche 911S         | 38 |
| 24                 | P 2.0  | 27  | Sport-Uniao Sintrense                      | Manuel Nogueira Pinto Joao Andrade Villar     | Porsche 911R         | 38 |
| 25                 | P 2.0  | 32  | Hart Ski Racing Team                       | Rico Steinemann Dieter Spoerry                | Porsche 910          | 38 |
| 26                 | GT 2.0 | 112 | Porsche                                    | Jean-Claude Killy Jean Guichet                | Porsche 911T         | 38 |
| 27                 | GT 2.0 | 117 | Sten Axelsson Roadracing                   | Björn Rothstein Peter Gregg                   | Porsche 911T         | 38 |
| 28                 | GT 2.0 | 115 | Hans-Dieter Blatzheim                      | Hans-Dieter Blatzheim Alan Hamilton           | Porsche 911S         | 38 |
| 29                 | P 2.0  | 19  | Racing Team V.D.S.                         | Teddy Pilette Rob Slotemaker                  | Alfa Romeo T33/2     | 37 |
| 30                 | P 1.6  | 44  | Donald Healey Motor Co.                    | Clive Baker John Handley                      | Austin-Healey Sprite | 37 |
| 31                 | P 1.6  | 38  | Nikolaus Killenberg                        | Nikolaus Killenberg Georg Bialas              | Chevron B8           | 37 |
| 32                 | S 2.0  | 91  | Julian Hasler                              | Peter Jackson Rhoddy Harvey-Bailey            | Lotus 47             | 37 |
| 33                 | P 1.6  | 50  | Richard Groves                             | John Moore Martin Davidson                    | Ginetta G12          | 37 |
| 34                 | P 1.6  | 58  | Auto-Neuser                                | Ernst Furtmayr Helmut Krause                  | Abarth 1300 OT       | 37 |
| 35                 | S 5.0  | 67  | Terry Dury                                 | Terry Dury Terry Sanger                       | Ford GT40            | 36 |
| 36                 | P 1.6  | 55  | Bardahl Switzerland                        | Urs-Peter Dietrich James Bernard Fortmann     | Alfa Romeo Giulia TZ | 36 |
| 37                 | GT 2.0 | 109 | IGFA                                       | Dieter Glemser Peter Nöcker                   | Porsche 911T         | 35 |
| 38                 | S 2.0  | 76  | Diva Racing                                | Doug Mockford Jim Hardmann                    | Diva GT              | 35 |
| 39                 | GT 2.0 | 108 | J. C. B. Excavators Ltd.                   | Peter Brown Tony Fall                         | MGB                  | 35 |
| 40                 | S 2.0  | 104 | Sportvagnsimport Team Lotus                | Björn Svensson Boo Johansson Harald Kronegard | Lotus Elan Racing    | 34 |
| 41                 | P 1.6  | 53  | Varicam Int. Racing                        | Ian Alexander Mike Coles                      | Costin-Nathan GT     | 34 |
| 42                 | P 1.6  | 49  | Richard Miles                              | Mike Pignéguy Willie Tuckett                  | Austin-Healey Sprite | 34 |
| 43                 | GT 1.6 | 122 | Arno Gyltman                               | Arno Gyltman Stig Johansson                   | Lotus Elan           | 34 |
| 44                 | GT 1.6 | 125 | Scuderia Sant Ambroeus                     | Girolamo Capra Giorgio Danieli                | Alfa Romeo Duetto    | 33 |
| 45                 | GT 1.6 | 123 | Bernd Degner                               | Dieter Weizinger Bernd Degner                 | Alfa Romeo Duetto    | 33 |
| 46                 | S 2.0  | 98  | Trevor Twaites                             | Trevor Twaites George Duncan                  | Chevron B8           | 32 |
| 47                 | S 2.0  | 79  | IGFA Köln                                  | Heinrich Lenz Hans-Peter Koepchen             | Abarth 1300 OT       | 32 |
| Ausgefallen        |        |     |                                            |                                               |                      |    |
| 48                 | S 2.0  | 85  | Team Elite                                 | Trevor Taylor John Wagstaff                   | Lotus 47             | 5  |
| 49                 | P 1.6  | 39  | Howard Fawsitt                             | Don Marriott Brian Cutting                    | Austin-Healey Sprite | 1  |
| 50                 | P 3.0  | 1   | Porsche                                    | Gerhard Mitter Ludovico Scarfiotti            | Porsche 908          |    |
| 51                 | P 3.0  | 7   | Alan Mann Racing Ltd.                      | Frank Gardner Richard Attwood                 | Ford F3L P68         |    |
| 52                 | P 2.0  | 21  | Peter Warren                               | Ken Simmons Howard Fawsitt                    | Willment             |    |
| 53                 | P 2.0  | 24  | Scuderia Lufthansa                         | Hans-Dieter Dechent Robert Huhn               | Porsche 910          |    |
| 54                 | P 2.0  | 30  | Bam-Bam AB                                 | Hans Wängstre Evert Christofferson            | Ferrari Dino 206S    |    |
| 55                 | P 2.0  | 31  | Hammond & Oakwood                          | Keith Grant Grahame White                     | Elva Mk.7S           |    |
| 56                 | P 1.6  | 48  | Nomad Cars                                 | Tony Lanfranchi Mark Konig                    | Nomad Mk.1           |    |
| 57                 | P 1.6  | 56  | Daren                                      | John Green Peter Gaydon                       | Daren Mk.1           |    |
| 58                 | P 1.6  | 57  | Raymond Nash                               | Raymond Nash Roger Stallwood                  | Tavenor              |    |
| 59                 | S 5.0  | 63  | David Skailes                              | Eric Liddell David Skailes                    | Ferrari 250LM        |    |
| 60                 | S 5.0  | 64  | Edward Nelson Racing                       | Edward Nelson Roy Pierpoint                   | Ford GT40            |    |
| 61                 | S 5.0  | 72  | Sportscars Unlimited                       | Robin Widdows Ulf Norinder                    | Lola T70 Mk.3 GT     |    |
| 62                 | S 5.0  | 73  | David Prophet                              | David Prophet Richard Bond                    | Ford GT40            |    |
| 63                 | S 2.0  | 78  | British Motor Corporation                  | Roger Enever Alec Poole                       | MGB                  |    |
| 64                 | S 2.0  | 82  | VW-Auto Oy                                 | Pauli Toivonen Antti Aarnio-Wihuri            | Porsche 906          |    |
| 65                 | S 2.0  | 86  | Anton Fischhaber                           | Anton Fischhaber Helmut Leuze                 | Porsche 906          |    |
| 66                 | S 2.0  | 92  | Chris Barber                               | John Hine Mike Crabtree                       | Lotus 47             |    |
| 67                 | S 2.0  | 95  | Victor Walker                              | Peter Clarke Brian Alexander                  | Lotus 47             |    |
| 68                 | S 2.0  | 96  | Rainer Ising                               | Rainer Ising Karl Kalkuhl                     | Porsche 906          |    |
| 69                 | S 2.0  | 99  | Red Rose Motors                            | John Lepp John Bridges                        | Chevron B8           |    |
| 70                 | S 2.0  | 101 | Tech-Speed Racing                          | Chris Meek Chris Craft                        | Chevron B8           |    |
| 71                 | S 2.0  | 103 | Sportvagnsimport Team Lotus                | Ragnar Eklund Per Brandström                  | Lotus 47             |    |
| 72                 | GT 2.0 | 111 | Mrs. Jean Denton                           | Natalie Goodwin Jean Denton                   | MGB                  |    |
| 73                 | GT 2.0 | 113 | Erhard Sailer                              | Erhard Sailer Konrad Lammers                  | Porsche 991S         |    |
| 74                 | GT 1.6 | 120 | International Racing Club                  | Siegfried Müllers Joachim Komusin             | Alfa Romeo Duetto    |    |
| 75                 | GT 1.6 | 127 | Richard Höhfeld                            | Heinrich Oestreich Richard Höhfeld            | Glas 1300 GT         |    |
| 76                 | GT 1.6 | 128 | Friedrich Noenen                           | Friedrich Noenen Heinrich Baumgartner         | Glas 1300 GT         |    |
| Nicht gestartet    |        |     |                                            |                                               |                      |    |
| 77                 | P 3.0  | 6   | Alfa Romeo Deutschland                     | Mario Casoni                                  | Alfa Romeo T33/2 2.5 | 1  |
| 78                 | P 3.0  | 3   | Alan Mann Racing Ltd.                      | Chris Irwin Pedro Rodríguez                   | Ford F3L P68         | 2  |
| 79                 | P 3.0  | 9   | Societé des Automobiles Alpine-Renault     | Henri Grandsire Mauro Bianchi                 | Alpine A220          | 3  |
| 80                 | P 3.0  | 11  | Racing Preparations                        | John Markey Tony Beeson                       | Chevron B8           | 4  |
| 81                 | P 2.0  | 20  | Fawdington and Ramsay                      | Andrew Hedges Julian Sutton                   | Lotus 47             | 5  |
| 82                 | P 2.0  | 29  | Alain de Cadenet                           | Alain de Cadenet Anthony McKay                | Ferrari Dino 206S    | 6  |
| 83                 | P 1.6  | 47  | Christopher St. Quintin                    | Christopher St. Quintin Mac Daghorn           | Abarth 1600 OT       | 7  |
| 84                 | S 5.0  | 69  | Jeff Edmonds                               | Jeff Edmonds Chris Ashmore                    | Ferrari 250LM        | 8  |
| 85                 | S 2.0  | 97  | Chevron Cars                               | Digby Martland Brian Classic                  | Chevron B8           | 9  |
| 86                 | S 2.0  | 100 | T. R. Clapham                              | Geoff Breakell Derek Bell                     | Chevron B8           | 10 |
| 87                 | GT 2.0 | 116 | Werner Zanders                             | Werner Zanders Willy Zanders                  | Porsche 911T         | 11 |
| 88                 | GT 1.6 | 121 | Team Metronome                             | Kaj Bjerke Bernhard Hakansson                 | Lotus Elan           | 12 |
| Nicht qualifiziert |        |     |                                            |                                               |                      |    |
| 89                 | P 2.0  | 34  | Mag-Cap Motor Racing                       | Roy Johnson Howden Ganley                     | Chevron B6           | 13 |
| 90                 | P 1.6  | 40  | Arthur Appleby                             | John Harris Arthur Appleby                    | Austin-Healey Sprite | 14 |
| 91                 | P 1.6  | 43  | Angus Clydesdale                           | Tony Goodwin Angus Clydesdale                 | Intertech Lola Mk.1  | 15 |
| 92                 | P 1.6  | 54  | Philip Austen                              | Roger Mould Philip Austen                     | Austin-Healey Sprite | 16 |
| 93                 | P 2.0  | 106 | Peter Taggart                              | Peter Taggart Keith Burnand                   | Chevron B8           | 17 |

1 zurückgezogen
2 Unfall im Training
3 Unfall im Training
4 Antriebswelle im Training
5 Unfall im Training
6 Motorschaden im Training
7 Motorschaden im Training
8 Chassisbruch im Training
9 Unfall im Training
10 Unfall im Training
11 Unfall im Training
12 Differential im Training
13 nicht qualifiziert
14 nicht qualifiziert
15 nicht qualifiziert
16 nicht qualifiziert
17 nicht qualifiziert

### Nur in der Meldeliste
Hier finden sich Teams, Fahrer und Fahrzeuge, die ursprünglich für das Rennen gemeldet waren, aber aus den unterschiedlichsten Gründen daran nicht teilnahmen.
| Pos. | Klasse | Nr. | Team                    | Fahrer                                  | Chassis                     |
| ---- | ------ | --- | ----------------------- | --------------------------------------- | --------------------------- |
| 94   | P 3.0  | 12  | John Woolfe Racing      | John Woolfe Derek Bennett               | Chevron B12                 |
| 95   | P 3.0  | 14  | Scuderia Filipinetti    | Herbert Müller Jonathan Williams        | Serenissima Mk.168          |
| 96   | P 2.0  | 23  | Ben Pon                 | Ben Pon Sten Axelsson                   | Porsche 910                 |
| 97   | P 2.0  | 26  | Valvoline Racing Team   | Karl Foitek Rudi Lins                   | Porsche 910                 |
| 98   | P 2.0  | 28  | Sport-Uniao Sintrense   | R. Cavagnac Norman Casari               | Porsche 911R                |
| 99   | P 2.0  | 29  | Alain de Cadenet        | Tony Beeson                             | Scodec-Diva Martin Valkyrie |
| 100  | P 1.6  | 41  | Peter Clarke Racing     | Peter Clarke Laurie Goodwin             | Emeron                      |
| 101  | P 1.6  | 42  | Equipe Concorde         | Roger Sparkes                           | Piper GT                    |
| 102  | P 1.6  | 45  | Chris Lawrence          | Chris Lawrence Andrew Page              | Deep Sanderson 302          |
| 103  | P 1.6  | 46  | David Bruce Porter      | Anthony Harvey David Porter             | Harvey                      |
| 104  | P 1.6  | 51  | HF Squadra Corse Lancia | Claudio Maglioli Sandro Munari          | Lancia Fulvia               |
| 105  | P 1.6  | 52  | Team Coburn             | Jack Wheeler Max Mosley Mike Franey     | Austin-Healey Sprite        |
| 106  | S 5.0  | 68  | Alain de Cadenet        | Mario Cabral Alain de Cadenet           | Ford GT40                   |
| 107  | S 5.0  | 70  | Mike De Udy             | Mike De Udy Hugh Dibley                 | Lola T70 Mk.3 GT            |
| 108  | S 5.0  | 74  | Chris Lawrence          | Nicholas Granville-Smith Chris Lawrence | Shelby Cobra                |
| 109  | S 2.0  | 77  | Diva Racing             | John Broomfield John Streetly           | Diva GT                     |
| 110  | S 2.0  | 81  | Jürg Dübler Racing      | Hans Tschiemer Jürg Dübler Heini Walter | Porsche 906                 |
| 111  | S 2.0  | 83  | Ben Pon                 | Gijs van Lennep Frans Lubin             | Porsche 906                 |
| 112  | S 2.0  | 88  | J.S.R. Engineering      | Anthony Godfrey Mike Franey             | Lotus Elan                  |
| 113  | S 2.0  | 89  | Mike de Udy             | Brian Hart Robin Widdows                | Porsche 906                 |
| 114  | S 2.0  | 94  | Antonio Zadala          | Antonio Zadala Giuseppe Dalla Torre     | Porsche 906                 |
| 115  | S 2.0  | 105 | Sportscars Unlimited    | Richard Broström                        | Porsche 906                 |
| 116  | GT 2.0 | 114 | Helmut Felder           | Helmut Felder Frank Kalkuhl             | Fiat Dino                   |
| 117  | GT 1.6 | 124 | Chris Schirle           | Chris Schirle Christian Schmarje        | Lotus Elan                  |
| 118  | GT 1.6 | 126 | Bernard Collomb         | Bernard Collomb Jean-Pierre Hanrioud    | Alpine A110                 |

### Klassensieger
| Klasse | Fahrer       | Fahrer         | Fahrzeug             | Platzierung im Gesamtklassement |
| ------ | ------------ | -------------- | -------------------- | ------------------------------- |
| P 3.0  | Jo Siffert   | Vic Elford     | Porsche 908          | Gesamtsieg                      |
| P 2.0  | Nanni Galli  | Ignazio Giunti | Alfa Romeo T33/2     | Rang 5                          |
| P 1.6  | Clive Baker  | John Handley   | Austin-Healey Sprite | Rang 30                         |
| S 5.0  | Jacky Ickx   | Paul Hawkins   | Ford GT40            | Rang 3                          |
| S 2.0  | Erich Bitter | Reinhold Joest | Porsche 906          | Rang 11                         |
| GT 2.0 | Malte Huth   | Sepp Greger    | Porsche 911TH        | Rang 18                         |
| GT 1.6 | Arno Gyltman | Stig Johansson | Lots Elan            | Rang 43                         |

### Renndaten
- Gemeldet: 118
- Gestartet: 76
- Gewertet: 47
- Rennklassen: 7
- Zuschauer: unbekannt
- Wetter am Renntag: leichter Regen zur Mitte des Rennens
- Streckenlänge: 22,835 km
- Fahrzeit des Siegerteams: 6:34:06,300 Stunden
- Gesamtrunden des Siegerteams: 44
- Gesamtdistanz des Siegerteams: 1004,740 km
- Siegerschnitt: 152,965 km/h
- Pole Position: Rolf Stommelen – Porsche 907 2.2 (#3) – 8:32,800 = 160,308 km/h
- Schnellste Rennrunde: Jo Siffert – Porsche 908 (#2) – 8:33,000 = 160,246 km/h
- Rennserie: 6. Lauf zur Sportwagen-Weltmeisterschaft 1968